# Altekma Spor Kulübü
L'Altekma Spor Kulübü è una società pallavolistica maschile turca, con sede a Smirne: milita nel campionato turco di Efeler Ligi.

## Storia
Fondato nel 1999, il Tevfik Fikret Lisesi Gençlik ve Spor Kulübü ottiene due promozioni consecutive tra il 2009 e il 2010, raggiungendo la Voleybol 2. Ligi. Sempre nel 2010 cambia denominazione in Tevfik Fikret Lisesi Altekma Gençlik ve Spor Kulübü, iniziando una lunga militanza in serie cadetta e disputando diverse volte i play-off promozione: nel campionato 2019-20 raggiunge la finale dei play-off promozione, ma, in seguito all'interruzione dei campionati a causa della pandemia da COVID-19 in Turchia, viene ripescato in Efeler Ligi, dove esordisce nella stagione seguente con la nuova denominazione Altekma Spor Kulübü.
Retrocesso al termine della stagione 2022-23, impiega appena un'annata per tornare in massima serie.

## Rosa 2022-2023
| N° | Nome            | Ruolo | Data di nascita  | Nazionalità sportiva |
| -- | --------------- | ----- | ---------------- | -------------------- |
| 1  | Görkem Yazgan   | P     | 3 giugno 1991    | Turchia              |
| 2  | Muzaffer Yönet  | P     | 18 giugno 1997   | Turchia              |
| 4  | Ertuğrul Metin  | S     | 1º gennaio 1996  | Turchia              |
| 6  | Francisco Souza | O     | 19 giugno 1990   | Brasile              |
| 7  | Kerem Yaman     | C     | 15 novembre 2003 | Turchia              |
| 10 | Mehmet Özbek    | L     | 11 luglio 1984   | Turchia              |
| 11 | Umut Şahin      | P     | 6 aprile 1998    | Turchia              |
| 12 | Emin Gök        | C     | 15 febbraio 1988 | Turchia              |
| 14 | Hüseyin Şahin   | L     | 5 settembre 1998 | Turchia              |
| 18 | Kevin Saar      | S     | 15 gennaio 1995  | Estonia              |
| 18 | Kadir Cin       | S     | 7 maggio 1987    | Turchia              |
| 20 | Ulaş Dokumacı   | C     | 14 febbraio 2002 | Turchia              |
| 21 | Georgi Tatarov  | S     | 10 maggio 2003   | Bulgaria             |
| 22 | Lukáš Diviš     | S     | 20 febbraio 1986 | Russia               |
| 23 | Altay Demirci   | S     | 14 aprile 1999   | Turchia              |
| 24 | Emir Pınar      | O     | 20 agosto 2001   | Turchia              |
| 44 | Selman Ateş     | S     | 26 febbraio 2002 | Turchia              |

## Denominazioni precedenti
- 1999-2010: Tevfik Fikret Lisesi Gençlik ve Spor Kulübü
- 2010-2020: Tevfik Fikret Lisesi Altekma Gençlik ve Spor Kulübü